# So Cute It Hurts!!
So Cute It Hurts!! (小林が可愛すぎてツライっ!! Kobayashi ga Kawai Sugite Tsurai!!) er en japansk mangaserie skrevet og tegnet af Go Ikeyamada. Serien gik i mangamagasinet Shōjo Comic fra august 2012 til 20. august 2015 og blev sideløbende blevet samlet i 15 bind. Serien bliver oversat til engelsk af VIZ Media, der udgav første bind 2. juni 2015.
Serien er blevet omsat til anime i form af to OVA-afsnit, der blev udsendt på dvd vedlagt eksklusive udgaver af bind 3 og 6 af mangaen.
Et spil til Nintendo 3DS med titlen Kobayashi ga Kawai Sugite Tsurai!! Game Demo Kyun-Moe MAX ga Tomaranai (*´ェ'*) (林が可愛すぎてツライっ!!ゲームでもキュン萌えMAXが止まらないっ (*'ェ`*) Kobayashi Is So Cute That It's Painful! Heart-squeezing Moe Max Won't be Stopped Even Though It's A Game (*´ェ'*)) blev udgivet 27. august 2015.

## Plot
Mitsuru and Megumu Kobayashi er tvillingbror- og søster, der går på hver sit gymnasium. Da Mitsuru får brug for sin søsters evner til at bestå en historieprøve, tvinger han hende til at bytte plads med sig i gymnasiet. Mitsuru crossdressende som Megumu rager hurtigt uklar med gymnasiets idol Azusa Tokugawa men forelsker sig til gengæld den døve pige Shino Takenaka. Megumu opdager til gengæld, at hendes brors gymnasium er et sted for ballademagere, hvor hun imidlertid forelsker sig drengen Aoi Sanada, der går med øjenklap.

## Figurer
- Megumu Kobayashi (小林 愛 Kobayashi Megumu) - stemme af Ayumi Fujimura (OVA), Ayahi Takagaki (spil)
- Mitsuru Kobayashi (小林 十 Kobayashi Mitsuru) - stemme af Ayumi Fujimura (OVA), Ayahi Takagaki (spil)
- Aoi Sanada (真田 蒼 Sanada Aoi) - stemme af Daisuke Ono (anime og spil)
- Azusa Tokugawa (徳川梓 Tokugawa Azusa) - stemme af Azumi Asakura (OVA), Yuu Serizawa (spil)
- Shino Takenaka (竹中 紫乃 Takenaka Shino) - stemme af Emi Hirayama (spil)
- Chiharu Uesugi (上杉知永 Uesugi Chiharu) - stemme af Shouta Aoi (spil)
- Erio Falcone - stemme af Tatsuhisa Suzuki (spil)

## Manga

### Mangabind
| Bind                                                 | Udgivet           | ISBN                                                    |
| ---------------------------------------------------- | ----------------- | ------------------------------------------------------- |
| 1                                                    | 26. december 2012 | ISBN 978-4-09-134826-5                                  |
|                                                      |                   |                                                         |
| 2                                                    | 26. marts 2013    | ISBN 978-4-09-134875-3                                  |
|                                                      |                   |                                                         |
| 3                                                    | 26. juli 2013     | ISBN 978-4-09-135372-6 ISBN 978-4-09-159152-4 (med dvd) |
| Udsendt både i almindelig udgave og med vedlagt dvd. |                   |                                                         |
| 4                                                    | 26. august 2013   | ISBN 978-4-09-135376-4                                  |
|                                                      |                   |                                                         |
| 5                                                    | 26. december 2013 | ISBN 978-4-09-135645-1                                  |
|                                                      |                   |                                                         |
| 6                                                    | 26. marts 2014    | ISBN 978-4-09-135786-1 ISBN 978-4-09-159186-9 (med dvd) |
| Udsendt både i almindelig udgave og med vedlagt dvd. |                   |                                                         |
| 7                                                    | 25. juli 2014     | ISBN 978-4-09-136172-1                                  |
|                                                      |                   |                                                         |
| 8                                                    | 24. oktober 2014  | ISBN 978-4-09-136544-6                                  |
|                                                      |                   |                                                         |
| 9                                                    | 26. december 2014 | ISBN 978-4-09-136586-6                                  |
|                                                      |                   |                                                         |
| 10                                                   | 26. januar 2015   | ISBN 978-4-09-136638-2                                  |
|                                                      |                   |                                                         |
| 11                                                   | 24. april 2015    | ISBN 978-4-09-137180-5                                  |
|                                                      |                   |                                                         |
| 12                                                   | 24. juli 2015     | ISBN 978-4-09-137529-2                                  |
|                                                      |                   |                                                         |
| 13                                                   | 26. oktober 2015  | ISBN 978-4-09-137799-9                                  |
|                                                      |                   |                                                         |
| 14                                                   | 25. december 2015 | ISBN 978-4-09-137867-5                                  |
|                                                      |                   |                                                         |
| 15                                                   | 26. januar 2016   | ISBN 978-4-09-138264-1                                  |
|                                                      |                   |                                                         |

## Anmeldelse
Rebecca Silverman fra hjemmesiden Anime News Network anmeldte den engelske oversættelse af bind 1 med blandt andet disse ord: "So Cute It Hurts!! er, i det første bind, en sjov historie. Den er let at læse i både tegninger og tekst, og den har sine øjeblikke, hvor den rejser sig over sin ret basale shoujo-kærlighedhedshistorie og gør den bemærkelsesværdig, især når Mitsuru er hovedpersonen. Den humoristiske sans og den romantiske forvirring gør det sammen til god let læsning, så hvis du er i humør til lidt skør, sjov shoujo, så er du dækket ind med det her bind."